# Jean-Charles Chenu
Jean-Charles Chenu (30 de agosto de 1808, Metz - 12 de noviembre de 1879, Los Inválidos, París) fue un médico militar y naturalista francés. Chenu es el autor de la Enciclopedia de Historia Natural publicada en 23 volúmenes en 1851.

## Obra
- Rapport sur le choléra-morbus, (1835)
- Illustrations conchyliologiques ou Description et figures de toutes les coquilles connues vivantes et fossiles, classées suivant le système de Lamarck, etc., (1842-1854)
- Leçons élémentaires d'histoire naturelle, comprenant un aperçu sur toute la zoologie et un Traité de conchyliologie, (1846)
- Encyclopédie d'histoire naturelle ou Traité complet de cette science d'après les travaux des naturalistes les plus éminents, (1850-1861) accompagné des Tables alphabétiques des noms vulgaires et scientifiques de tous les animaux décrits et figurés dans cette encyclopédie, dressées par Desmarests
- Manuel de conchyliologie et de paléontologie conchyliologée, (1859-1862)
- Leçons élémentaires sur l'histoire naturelle des oiseaux, (1862-1863)
- Rapport au conseil de santé des armées sur les résultats du service médico-chirurgical aux ambulances de Crimée et aux hôpitaux militaires français de Turquie, pendant la campagne d'Orient en 1854-1856-1856, (1865)
- De la mortalité dans l'armée et des moyens d'économiser la vie humaine, (1870)
- Statistique médico-chirurgicale de la campagne d'Italie en 1859 et 1860, (2 volumes et un atlas, 1869)
- Recrutement de l'armée et population de la France, (1867)